# R.C. With
Reinhard Christian With (født 18. oktober 1824 på Frederiksberg, død 13. juli 1893 i København) var en dansk højesteretsassessor, bror til C.E. With.

## Karriere
Han var en søn af herredsfoged og politiker J.P. With, blev 1844 student fra Randers lærde Skole og 1850 juridisk kandidat. Efter at han derpå i et års tid havde fungeret som 1. amtssekretær på Haderslev Amtshus, ansattes han 1852 som volontør i Justitsministeriet, udnævntes 1855 til kancellist i sammes 2. ekspeditionskontor og 1856 til fuldmægtig i det nævnte ministeriums islandske departement, hvor han 1859 avancerede til kontorchef og samtidig fik titel af kancelliråd (frasagde sig titlerne 1870). 1863 blev With, som desuden i en årrække havde udfoldet en betydelig og meget påskønnet manuduktionsvirksomhed for juridiske studerende, beskikket til assessor i Kriminal- og Politiretten, hvorfra han 1873 overgik til den tilsvarende stilling i Landsover- samt Hof- og Stadsretten i København. Efter at han 1877-79 tillige havde været næstformand i Sø- og Handelsretten, udnævntes han 1879 til assessor i Højesteret og beklædte derefter denne stilling til sin død, 13. juli 1893, i København. 21. december 1878 var han blev Ridder af Dannebrogordenen, 3. april 1886 Dannebrogsmand og 26. maj 1892 Kommandør af Dannebrog af 2. grad.

## Tillidshverv
Ved siden af sin egentlige embedsgerning beklædte han i kortere eller længere tid en række tillidshverv, således som formand for Københavns Overligningskommission (fra 1883), for Livsforsikringsselskabet Hafnias kontrolkomité (fra 1876, medlem fra 1872), for Prinsesse Thyras Asyl, for Genealogisk Institut (fra 1888), for Dansk Sparemærkekasse og som censor ved juridisk eksamen (fra 1883). Han blev 1882 direktør i Understøttelsesanstalten for trængende Efterslægt af Medlemmerne i den ophævede civile og adskillige Stænders Enkekasse.

## Personlighed
With var en kundskabsrig og skarpsindig mand, hvis udprægede retfærdighedsfølelse var forenet med et humant, mildt dømmende sindelag og en stor hjælpsomhedstrang, derhos en ualmindelig sympatisk og såvel tillidvækkende som livfuld personlighed. Han var derfor i høj grad skattet og afholdt af dem, der i det offentlige eller private liv kom i nærmere berøring med ham.
14. november 1854 ægtede han på Frederiksberg Colline (Ina) Emilie Binzer (20. januar 1829 i Horsens - 21. november 1901 i København), en datter af kaptajn og overtoldbetjent Carl Ludvig Binzer og Maren Christine født Schmidt.
Han er fotograferet af Jens Petersen, Emil Hohlenberg og Eegholm Schaumburg (Det Kongelige Bibliotek).